# Base aérienne de Severomorsk-3
Pour l’article homonyme, voir Severomorsk.
Severomorsk-3 (également appelé Malyavr ou Mourmansk Nord-Est) est une base aérienne de l’aviation navale russe de la flotte du nord de la marine russe dans l'okroug urbain de Severomorsk, dans l'oblast de Mourmansk, en Russie. Elle est située à Severomorsk-3, à 28 kilomètres à l'est de Mourmansk, au bord du lac Malyavr, dans l'ouest de la péninsule de Kola.
À la fin des années 1950, Severomorsk-3 était le lieu d'opération des bombardiers Tupolev Tu-16 Badger et comportait une piste en béton de 2 200 m,.  En 1970 et 1971, des bombardiers Tu-16 portant des cocardes de l'armée de l'air égyptienne effectuaient des vols d'entraînement à Severomorsk-3,. Au cours des années 1970, l'aérodrome a été désigné comme base pour Yakovlev Yak-38 Forger pour la région de Mourmansk chaque fois que son porte-avions d'origine, de classe Kiev, était au port. De vastes plaques en acier perforées ont été posés sur la base à la fin des années 1970 pour répondre aux exigences du Yak-38.
Après la dissolution de l'URSS, le principal exploitant de Severomorsk-3 était le 279e OMSHAP (279e Régiment indépendant de l'aviation navale Shturmovik), exploitant au moins 41 Sukhoi Su-25 en 1992, avec 4 Su-25UB et 5 Su-25UTG, plus 27 Yakovlev Yak-38 et 1 Yak-38U. 
L'unité a changé de nom pour devenir le 279e OKIAP (279e régiment indépendant d'avions de combat embarqués) entre 1992 et 2016. Il était composé de deux escadrons de chasse et d'un escadron d'entraînement opérant des Sukhoi Su-33, Sukhoi Su-27UB et Su-25UTG.
En 2016, le 100e régiment indépendant d'avions de combat naval (100e OKIAP) est basé ici et est composé de deux escadrons de chasseurs opérant le Mikoyan MiG-29KR/KUBR.
L'émetteur ZEVS de la marine russe est situé directement au sud de Severomorsk-3.